# Последний перевал
«Последний перевал» (азерб. Axırıncı aşırım) — художественный фильм, поставленный азербайджанским советским режиссёром Камилем Рустамбековым в 1971 году на киностудии «Азербайджанфильм» по мотивам романа Фармана Керимзаде «Снежный перевал». В фильме рассказывается о первых годах становления Советской власти в одном из азербайджанских сёл. Действия в фильме происходят в азербайджанском селе Карабаглар

## Сюжет
1930 год. В селе Карабаглар проходит собрание землевладельцев села, на котором с речью выступает представитель советской власти Шабанзаде. Его предложение заключается в том, чтобы средства населения (земля, оборудование, скот, семена) находились в общественном пользовании, чтобы все вступили в колхоз, приводя в пример то, что пять пальцев руки сильны только тогда, когда рука превращена в кулак. Однако среди землевладельцев есть и те, кто недоволен этим предложением. Среди них есть и Кербалаи Исмаил, один из знатных и уважаемых людей в селе. Он с презрением относится к предложению о создании колхоза, узнаёт от Имана (работавшего некогда у него на мельнице и ставшего теперь комсомольцем), что председателем собираются назначить его бывшего слугу (пастуха) Салеха. Кербалаи говорит, что обойдётся и без колхоза и не может быть наравне с теми, кто был его слугой до установления Советской власти.
Этой же ночью к Кербалаи прибывает потрёпанный Гамло, его правая рука, и сообщает, что красноармейцы объявили кулаком и расстреляли Мешади Джамиля, знакомого Кербалаи, и что теперь придут и за ним. Кербалаи отвечает, что этому не бывать: «Посмотрим чем закончиться эта игра в колхоз-молхоз», — отвечает он.
Как и предсказывал Гамло, большевики приходят в имение Кербалаи и начинают искать мешки с зерном. Кербалаи же тем временем жалуется на них Иману, который возглавляет отряд красноармейцев. Иман объясняет, что зерно нужно голодающим в городе, на что Кербалаи отвечает, что никому ничего не должен. В тайном амбаре имения большевики находят тридцать два мешка с зерном и собирают перед домом. Этой же ночью Кербалаи посылает Гамло убить Имана. Но тот, увидев в окне дома Имана его жену не решается стрелять в дом, боясь её зацепить, и стреляет в воздух. На следующий день Кербалаи, думая, что Иман мёртв приказывает своим людям отнести мешки обратно в амбар. Но в это время приходят красноармейцы во главе с Иманом и препятствуют этому, заявив, что теперь это государственное зерно. Иман же говорит Кербалаи о ночной стрельбе, и что врагов постигнет участь Мешади Джамиля.
Сцена народных гуляний и танцев. Но празднования и свадебные торжества в селе обрывает стрельба. Люди Кербалаи во главе с Гамло нападают на вывозящих зерно красноармейцев. Иман даёт печать сельсовета и свой партийный билет жене, которая убегает и скрывается. Салеха убивают и берут многих в плен, в том числе и Имана. «Ну и где твоя советская власть», — говорит Гамло Иману. Одному же из связанных пленных, которого сажают на коня, Гамло говорит: «Иди и скажи им, что Кербалаи не знает никакой советской власти».
В райкоме партии большевики Талыбов и Халил набирают добровольцев в красноармейский отряд. В это время приезжает Шабанзаде и сообщает Талыбову о вооружённом сопротивлении Кербалаи Исмаила в Карабагларе. Талыбов хочет, чтобы в село был направлен вооружённый отряд, но Шабанзаде говорит, что центр против и хочет отправить человека для переговоров с Кербалаи Исмаилом, человека, которому Кербалаи доверяет. Для этого был выбран Аббаскули бек Шадлинский, старый друг Кербалаи Исмаила и бывший бек. Он вместе со своим другом Халилом и большевиком Талыбовым по предложению Шабанзаде отправляется в Карабаглар для переговоров. Аббаскули бек отказывается брать оружие, говоря что едет как гость, но Талыбов берёт пистолет.
Люди Кербалаи, узнав Аббаскули бека, пропускают его в село. Кербалаи узнаёт о прибытии Шадлинского и раздумывает о планах людей, пославшего его к нему. Гамло, который люто ненавидит большевиков, с недоверием относится к прибытию Аббаскули бека. Он говорит, что это уже не тот Аббаскули бек и просит у Кербалаи Исмаила разрешения убить Шадлинского, на что получает резкий отказ: «Будь то друг или враг, мы должны сохранить своё достоинство».
В селе все с уважением относятся к Шадлинскому. Его принимают в доме Вели, одного из соратников Кербалаи Исмаила. Когда же Аббаскули бек говорит о том, что пришёл поговорить с Кербалаи, Вели отвечает, что Кербалаи в соседних деревнях и скоро вернётся. Во время обеда между гостями завязывается спор. Талыбов и Халил утверждают, что при колхозе труд будет общий и урожай будет богаче. Крестьяне-землевладельцы же говорят, что их земли отбирают под предлогом создания колхоза, из-за чего и завязалась вражда. Один из них говорит: «Мы родились мужчинами, и умрём мужчинами!» После этих слов Аббаскули бек отправляется в путь.
В своём имении же Кербалаи Исмаил говорит своим людям, что советская власть их боится, и когда его спрашивают, почему такая трусливая власть свергла Николая II, он говорит, что Николая наказал сам Аллах за то, что тот оставил в руинах много мусульманских сёл и городов. Затем к Кербалаи Исмаилу ведут Имана, а затем и Бейлера. Кербалаи говорит им, что они сбились с пути, примкнув к большевикам, и предлагает им перейти на его сторону. Но те отказываются. Тогда Кербалаи говорит, что покончит с их советской властью в селе и вместо их красного флага повесит свой флаг. Потом приказывает Гамло убить обоих.
Аббаскули бек, Халил и Талыбов приезжают к Самеду, чтобы переночевать. Самед узнаёт, что они едут к Кербалаи, и говорит, что это большой риск. Он рассказывает, что люди Исмаила во главе с Гамло расправляются со всеми, кто переходит на сторону советской власти. Так они поступили с Худаяром, собравшим людей против Кербалаи. Талыбов, говорит, что вести переговоры бессмысленно и надо вернуться сюда с армией. Но Аббаскули бек говорит, что пока не поговорит с Кербалаи Исмаилом никуда не уйдёт. Этой же ночью в дом Самеда в поисках жены Имана врывается Гамло, но наткнувшись на Аббаскули бека, уходит. На следующее утро Халил уводит переодетую в мужскую одежду жену Имана к своему другу Ширали, который живёт рядом с мавзолеем Ядуллы, сына Кербалаи. Зайдя в мавзолей Шадлинский рассказывает Талыбову, что сына Кербалаи Исамила убили, а тело отдавать не хотели. Тогда вмешался он, Аббаскули бек, и после долгих переговоров удалось вернуть тело и похоронить. Вдруг они натыкаются в мавзолее на брата Худаяра, прячущегося от людей Исмаила. От него они узнают о местонахождении Кербалаи Исмаила и отправляются к нему в каравансарай.
Вопреки отказу Гамло, Аббаскули бек всё-таки поднимается к Кербалаи Исмаилу, и у них завязывается разговор. Аббаскули бек говорит, чтобы Кербалаи сложил оружие. Кербалаи же обвиняет советскую власть в несправедливом отношении к нему. Он просит Аббаскули бека не ввязываться в эту вражду. Когда Аббаскули бек говорит, что вести войну с советской властью бессмысленно, что у Исмаила нет ни армии, ни пушек, тот отвечает: «Зато у нас есть честь и достоинство, продержимся».
Не добившись желаемого результата, Шадлинский, Талыбов и Халил возвращаются обратно. При переходе через перевал их без разрешения Кербалаи Исмаила догоняет Гамло со своим отрядом. Гамло думает, что Аббаскули бек собирается послать вооружённый отряд. Завязывается перестрелка. Талыбов и Халил погибают. Аббаскули бека Шадлинского убивает Гамло. Опозоренный Кербалаи Исмаил убивает ослушавшегося Гамло. Кербалаи Исмаил просит Вели принести тело Аббаскули бека, говоря, что он должен быть похоронен не с крестьянами, а как бек. Но тот отвечает, что все жители села на похоронах Шадлинского. Фильм заканчивается сценой похорон Аббаскули бека и видами на перевал.

## В главных ролях
| Актёр                | Роль |
| -------------------- | --- |
| Гасан Мамедов        | Аббаскули-бек Шадлинский                                                                                         |
| Адиль Искендеров     | Кербалаи Исмаил знатный землевладелец села Карабаглар, ведущий вооружённое сопротивление против советской власти |
| Мелик Дадашев        | Гамло правая рука Кербалаи Исмаила, руководивший его отрядами                                                    |
| Гамлет Ханызаде      | Талыбов большевик, спутник Аббас Кули-бека                                                                       |
| Гасан Турабов        | Халил спутник Аббас Кули-бека                                                                                    |
| Шамси Бадалбейли     | Шабанзаде председатель райкома партии                                                                            |
| Шахмар Алекперов     | Иман командир отряда красноармейцев, конфискующих зерно                                                          |
| Тамилла Рустамова    | Новраста жена Имана                                                                                              |
| Эльхан Агагусейноглы | комсомолец |

## Создание фильма
Фильм поставлен по роману Фармана Керимзаде «Снежный перевал», в основе которого лежат реальные события, происходившие в первые годы становления Советской власти. Такие персонажи фильма, как Кербалаи Исмаил, Аббаскули бек Шадлинский и Гамло существовали в реальной жизни.
Аббаскули бек Шадлинский, уроженец села Беюк Веди Ведибасарского округа Эриванского уезда Эриванской губернии был руководителем «Красного табора», сыгравшего огромную роль в установлении Советской власти в Нахичевани и Армении, был награждён орденом «Красной звезды». До этого сражался против дашнакских отрядов.
Кербалаи Исмаил — деятель азербайджанского сопротивления сначала против царского режима, а позже и против Советской власти. Родился в 1870 году в селе Чименкенд Ведибасарского округа Эриванского уезда Эриванской губернии. В 1931 году перебрался в Турцию, в село Ташбурун ила Ыгдыр, где и скончался в 1948 году. Могила Кербалаи Исмаила, считающегося героем азербайджанского народа находится в этом же селе.
Персонаж Гамло после смерти сына Кербалаи Исмаила стал для него как родной сын, правой рукой.
Однако этот образ не соответствует реальной исторической личности, а сцена убийства им Шадлинского является художественным вымыслом.
В фильме Гамло погибает от руки Кербалаи Исмаила, который был в гневе, что тот ослушался его и убил его друга Аббаскули бека Шадлинского. Но в верхах кинокритикам не понравилось, что режиссёр показал Кербалаи Исмаила как героический образ. Рустамбеков сделал небольшой монтаж: Гамло убивает брат Худаяра. После этого фильм вышел на экраны, несмотря на то что в последующей сцене один из людей Исмаила в панике говорит: «Кербалаи убил Гамло».

## Награды
На проходившем в Тбилиси в 1972 году V Всесоюзном кинофестивале актёры Адиль Искендеров и Гасан Мамедов были удостоены призов за лучшие мужские роли.